# Кемпер
Кемпе́р (фр. Quimper, брет. Kemper) — город в Бретани на северо-западе Франции, центр департамента Финистер и округа Кемпер, разделен на кантоны Кемпер-1 и Кемпер-2. Является столицей региона Корнуай. Расположен в 72 км к юго-востоку от Бреста и в 215 км к западу от Ренна, в месте слияния рек Оде, Стеир и Же, с чем и связано его название (по-бретонски Kemper — «слияние рек»). Через территорию коммуны проходит национальная автомагистраль N165. В центре города находится железнодорожный вокзал Кемпер линии Савене-Ландерно.
Население (2019) — 63 283 человека.

## История
Доисторический и античный Кемпер был предметом значительных археологических исследований с начала XIX века (в частности, под эгидой археологического общества Финистера, начиная с 1873 года), но с созданием в 1970 году муниципального Центра археологических исследований и исследований они получили новый импульс, используя самые современные методы раскопок. На территории коммуны были обнаружены кремень, датированный периодом около 6000 лет назад, керамика и инструменты от неолита до бронзового века (3000-1800 до нашей эры). Также были найдены следы оппида и жилищ периода железного века (VI—I века до н. э.). В то время, по-видимому, здесь было процветающее поселение, занимавшееся сельским хозяйством.
В 2003 году в северной части коммуны, вверх по течению реки Стеир, была открыта галльская агломерация с предполагаемой площадью более десяти гектаров, что подтвердило значительную населенность этой местности ещё до римского завоевания. Кемпер населяло галльское племя осисмиев, чьей столицей был Vorgium (Каре-Плугер).
Галло-римская агломерация площадью около пятнадцати гектаров была обнаружена в районе Локмарья в центре нынешнего Кемпера. Город был основан во времена правления императора Августа и процветал в первые два века нашей эры. Он включал форум, термы, порт на реке Оде и акрополь, расположенный на западной вершине холма Фрюги. Римская дорога соединяла его с Ванном, Брестом и Каре-Плугером.
Галло-римский город, по-видимому, полностью исчезает с IV века, а средневековый город формируется вокруг монастыря, основанного Святым Корентином, одним из семи святых основателей Бретани, в районе Локмарья. Став епископом Кемпера, Святой Корентин снискал такую славу в народе, что город долгое время назывался Кемпер-Корентин. В его честь в Кемпере был построен собор.
В 1239 году епископ Рено решил реконструировать кемперский собор романского периода, но работы по строительству нового, готического, собора не начались до 1280-х годов. Строительство было надолго остановлено в XIV—XV веках, «черных годах» Корнуая (война за бретонское наследство, эпидемии). Во время войны за бретонское наследство, епископ Кемпера Жоффрей Кермуасан принимает сторону Карла де Блуа, и Кемпер осаждает Жан де Монфор. Епископ собрал местных жителей для обсуждения, и они единогласно решили открыть двери Монфору, но вскоре после этого город был взят Карлом де Блуа.
Кемпер извлек выгоду из судебной реформы 1552 года, которая усилила его позиции, сделав местом пребывания суда, юрисдикция которого распространялась на территорию, приблизительно совпадающую с территорией будущего департамента Финистер. Во время Религиозных войн город поддерживал Католическую лигу и в 1595 году был взят после осады королевской армией во главе с маршалом Омоном.
XVIII век принес Кемперу новое развитие благодаря Кемперской фаянсовой фабрике, построенной переселенцами из Прованса. Не имея собственной глины, подходящей для производства фаянса, они импоровали её из Бордо и Руана. Континентальная блокада, введённая британским военно-морским флотом в 1805 году, играла на руку хорошо защищённому порту Кемпер в глубине эстуария, поскольку был блокирован в основном его конкурент Брест. В XIX веке усилилась роль Кемпера как административного центра. 2 августа 1858 года император Наполеон III и его жена императрица Евгения посетили в Кемпер. Это был первый раз, когда город принимал главу французского государства, и по этому случаю у въезда была установлена в город Триумфальная арка.

## Достопримечательности

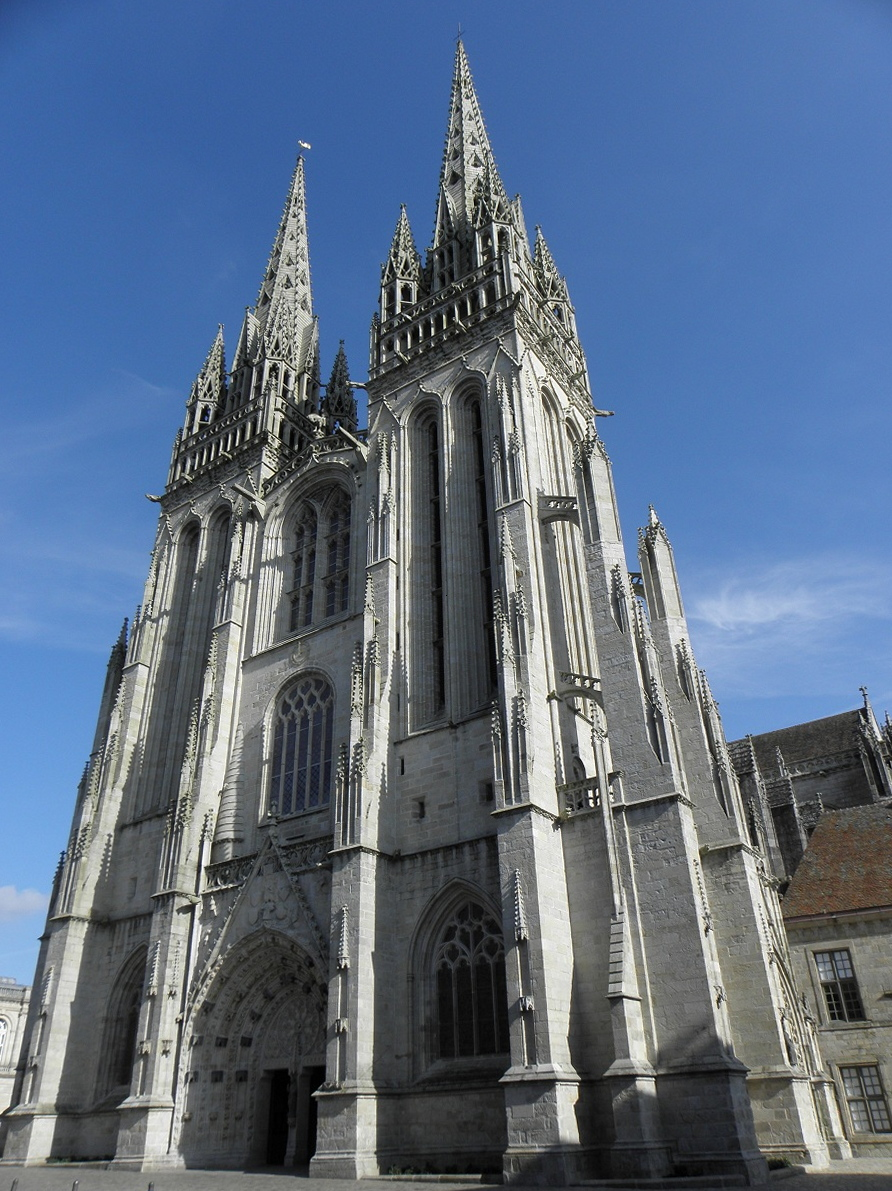
Собор Святого Корентина

- Кафедральный собор Святого Корентина XIII—XV веков, один из старейших готических соборов Бретани, в нём находится кафедра епископа епархии Кепмер-Леон
- Готическая часовня Ти Мамм Дуэ (Ti Mamm Doué) XVI века
- Шато Ланнирон XV—XIX веков, бывшая резиденция епископа Корнуая
- Церковь Нотр-Дам в Локмарье XI—XII веков в романском стиле — старейшая церковь в Кемпере
- Монастырь урсулинок
- Здание префектуры департамента Финистер начала XX века в стиле ренессанс
- Пешеходная зона Старый Кемпер
- Музей изящных искусств
- Бретонский музей
- Музей фаянса
- Театры Корнуай и Макс-Жакоб
- Сохранившиеся фрагменты городских стен XIV—XVI веков

## Экономика

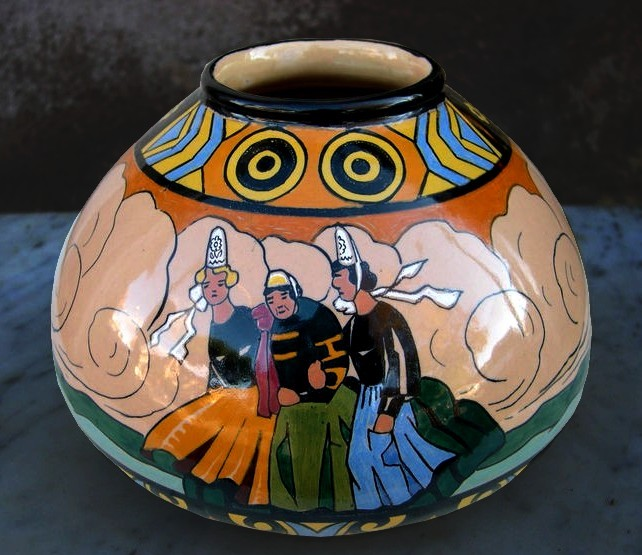
Ваза в бретонском стиле

Центр текстильной и химической промышленности. Также широко известен кемперский фаянс. В городе находится штаб-квартира торгово-промышленной палаты Кемпер Корнуай.
Структура занятости населения:
- сельское хозяйство — 0,6 %
- промышленность — 10,2 %
- строительство — 5,3 %
- торговля, транспорт и сфера услуг — 47,0 %
- государственные и муниципальные службы — 36,9 %

Уровень безработицы (2018) — 14,5 % (Франция в целом —  13,4 %, департамент Финистер — 12,1 %). 

Среднегодовой доход на 1 человека, евро (2018) — 21 540 (Франция в целом — 21 730, департамент Финистер — 21 970).

## Демография
Динамика численности населения, чел.

## Известные уроженцы, жители
Жан-Людовик де Лессег Розавен (в России — Розавен, Иоанн Антонович; 9 марта, 1772, Кемпер  — 2 апреля, 1851, Рим) — французский священнослужитель, диакон, богослов, публицист, иезуит.

## Администрация
Пост мэра Кемпера с 2020 года занимает член Социалистической партии Изабель Асси (Isabelle Assih). На муниципальных выборах 2020 года возглавляемый ею левый блок победил во 2-м туре, получив 51,24 % голосов.
| Период | Период | Фамилия        | Партия                                                       | Примечания |
| ------ | ------ | -------------- | ------------------------------------------------------------ | --- |
| 1960   | 1967   | Ив Тепо        | Французская секция Рабочего интернационала Разные левые      | |
| 1967   | 1975   | Леон Горагер   | Французская секция Рабочего интернационала                   | учитель |
| 1975   | 1977   | Жан Лемёнье    | Социалистическая партия                                      | |
| 1977   | 1989   | Марк Бекам     | Объединение в поддержку Республики                           | член Генерального совета департамента, депутат Национального собрания, сенатор, государственный секретарь по вопросам местного самоуправления (1978-1980) |
| 1989   | 2001   | Бернар Пуаньян | Социалистическая партия                                      | член Генерального совета департамента, член Регионального совета Бретани, депутат Европейского парламента депутат Национального собрания                  |
| 2001   | 2008   | Ален Жерар     | Объединение в поддержку Республики Союз за народное движение | административный работник, член Генерального совета департамента, депутат Национального собрания, сенатор                                                 |
| 2008   | 2014   | Бернар Пуаньян | Социалистическая партия                                      | член Генерального совета департамента, член Регионального совета Бретани, депутат Европейского парламента депутат Национального собрания                  |
| 2014   | 2020   | Людовик Жоливе | Союз за народное движение Республиканцы Действовать (Агир)   | консультант по коммуникациям |
| 2020   |        | Изабель Асси   | Социалистическая партия                                      | школьный психолог |

## Образование и культура
В Кемпере расположен один из факультетов Университета западной Бретани. В городе проходят различные ежегодные культурные мероприятия, в том числе Корнуайский фестиваль (третья неделя июля), музыкальные недели Кемпера (первые 3 недели августа), Хэллоуин (конец октября).

## Города-побратимы
- Лаврион, Греция
- Лимерик, Ирландия
- Оуренсе, Испания
- Фоджа, Италия
- Ремшайд, Германия
- Яньтай, Китай
- Сантамария-Орля, Румыния

## Знаменитые уроженцы
- Рене Лаэннек (1781—1826), врач и анатом, основоположник клинико-анатомического метода диагностики, изобретатель стетоскопа
- Эмиль Лемуан (1840—1912), инженер-строитель, математик; доказал существования точки Лемуана (или точки пересечения трёх симедиан треугольника)
- Макс Жакоб (1876—1944), поэт и художник
- Шарль Эрню (1923—1990), политик, министр обороны Франции

## Галерея

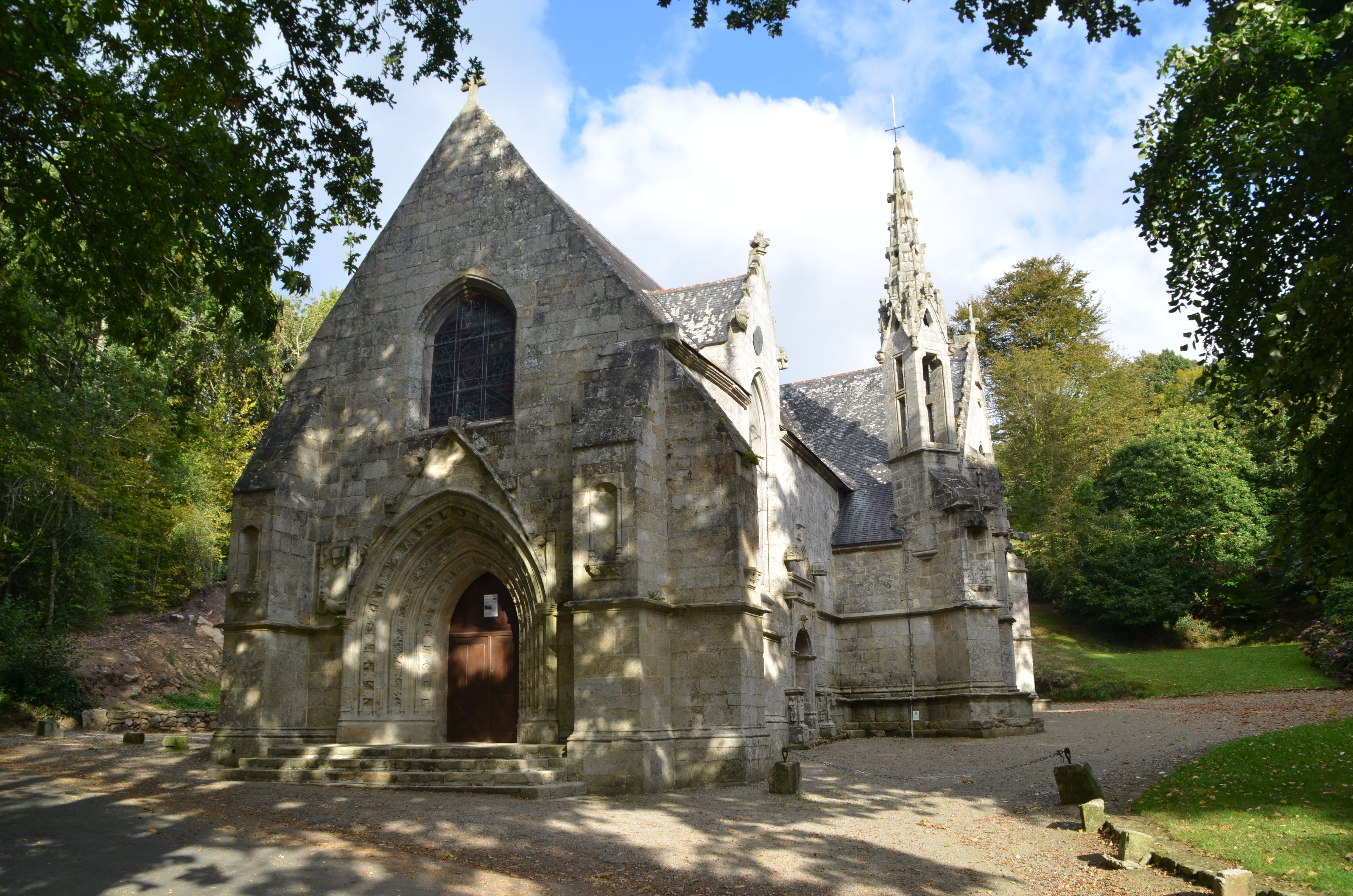
Часовня Ти Мамм Дуэ
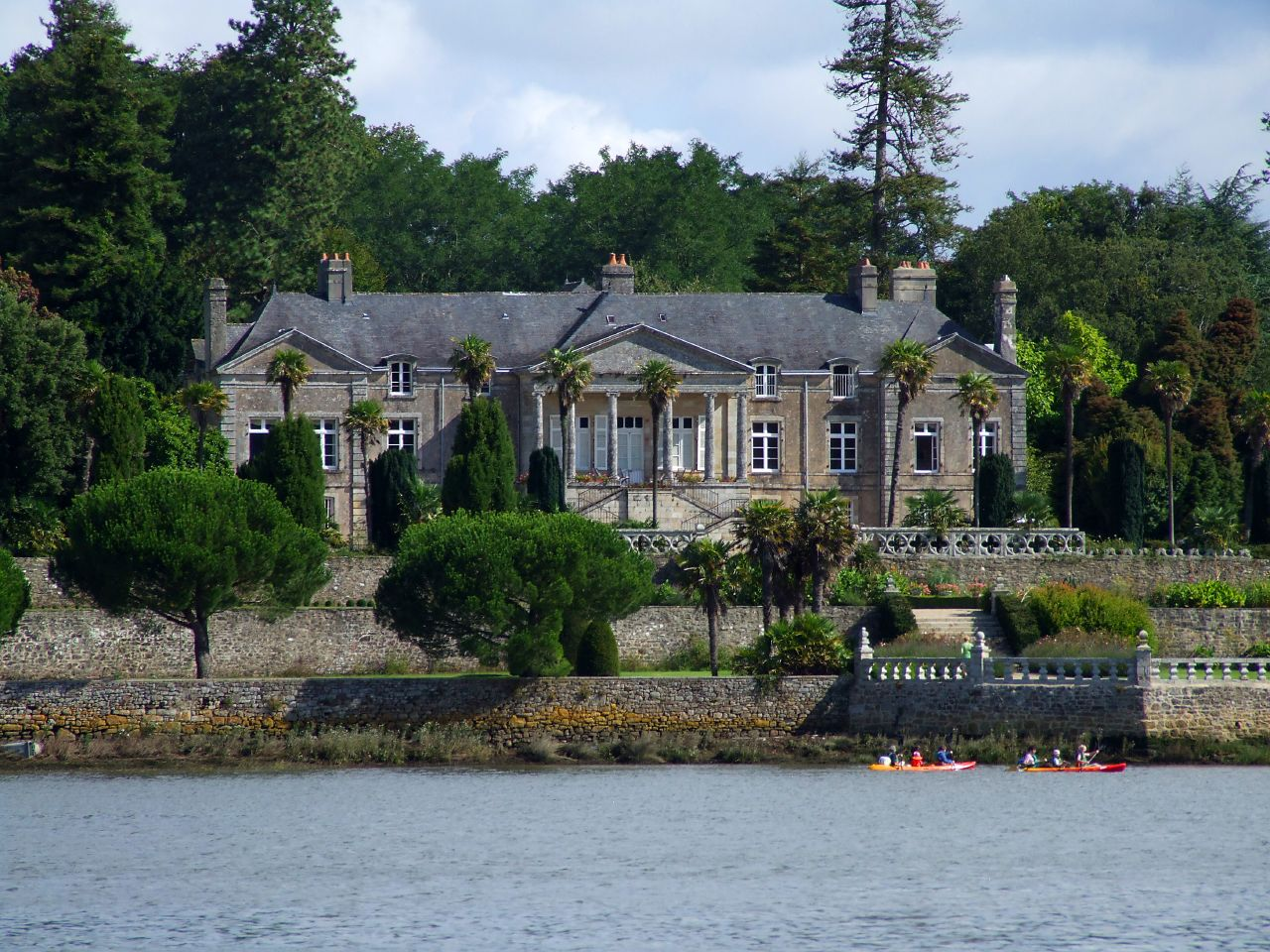
Шато Ланнирон
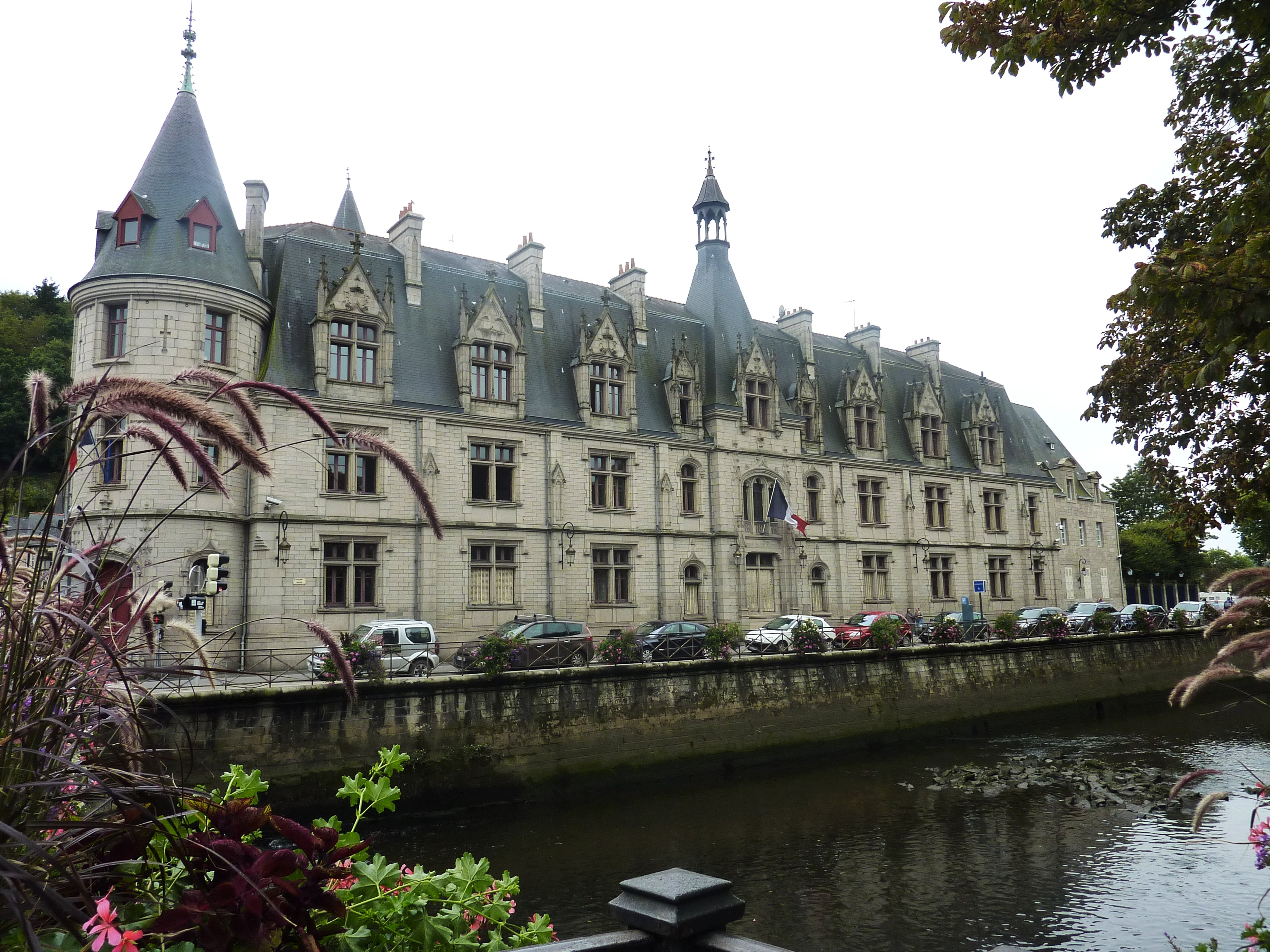
Здание префектуры
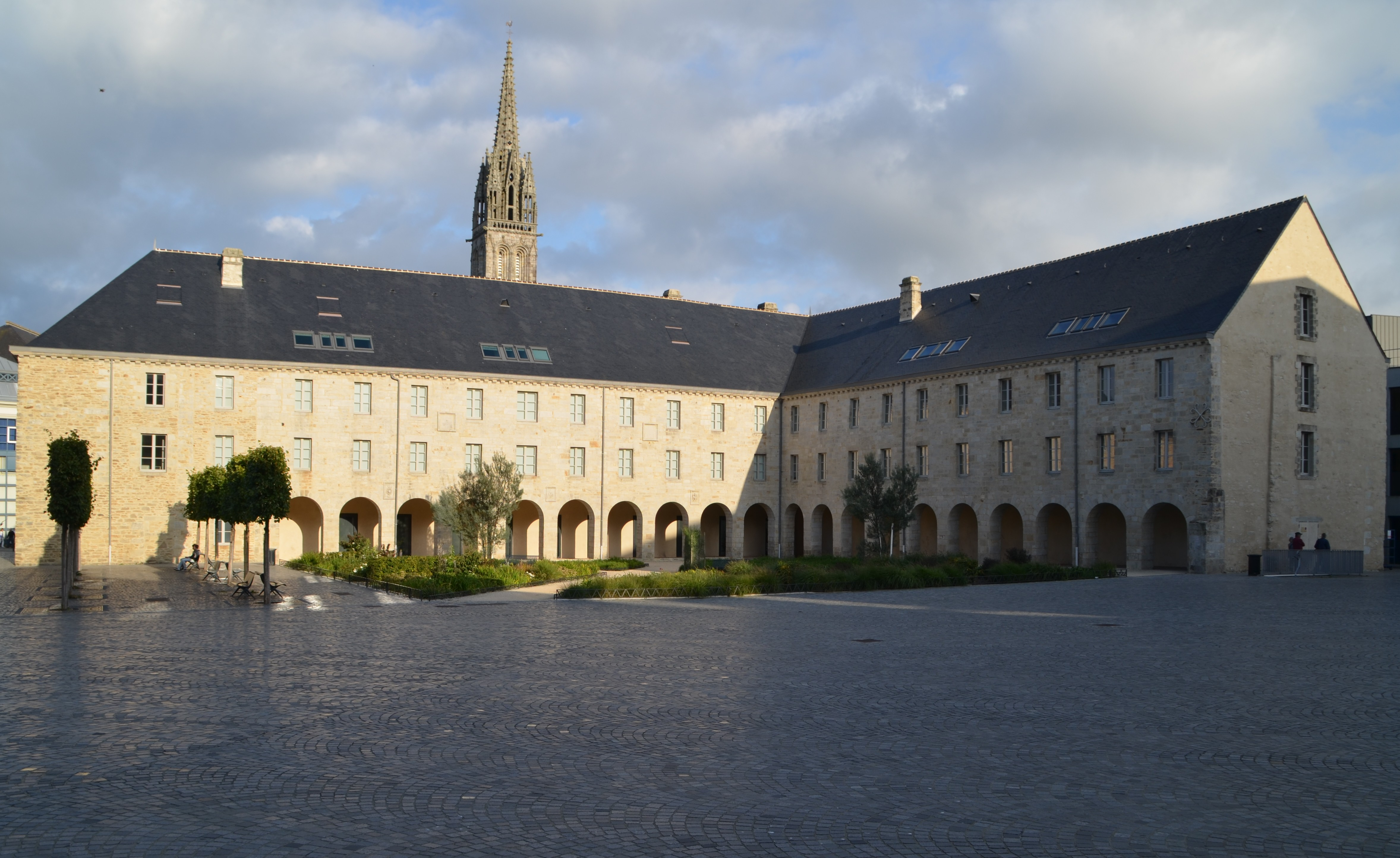
Монастырь урсулинок
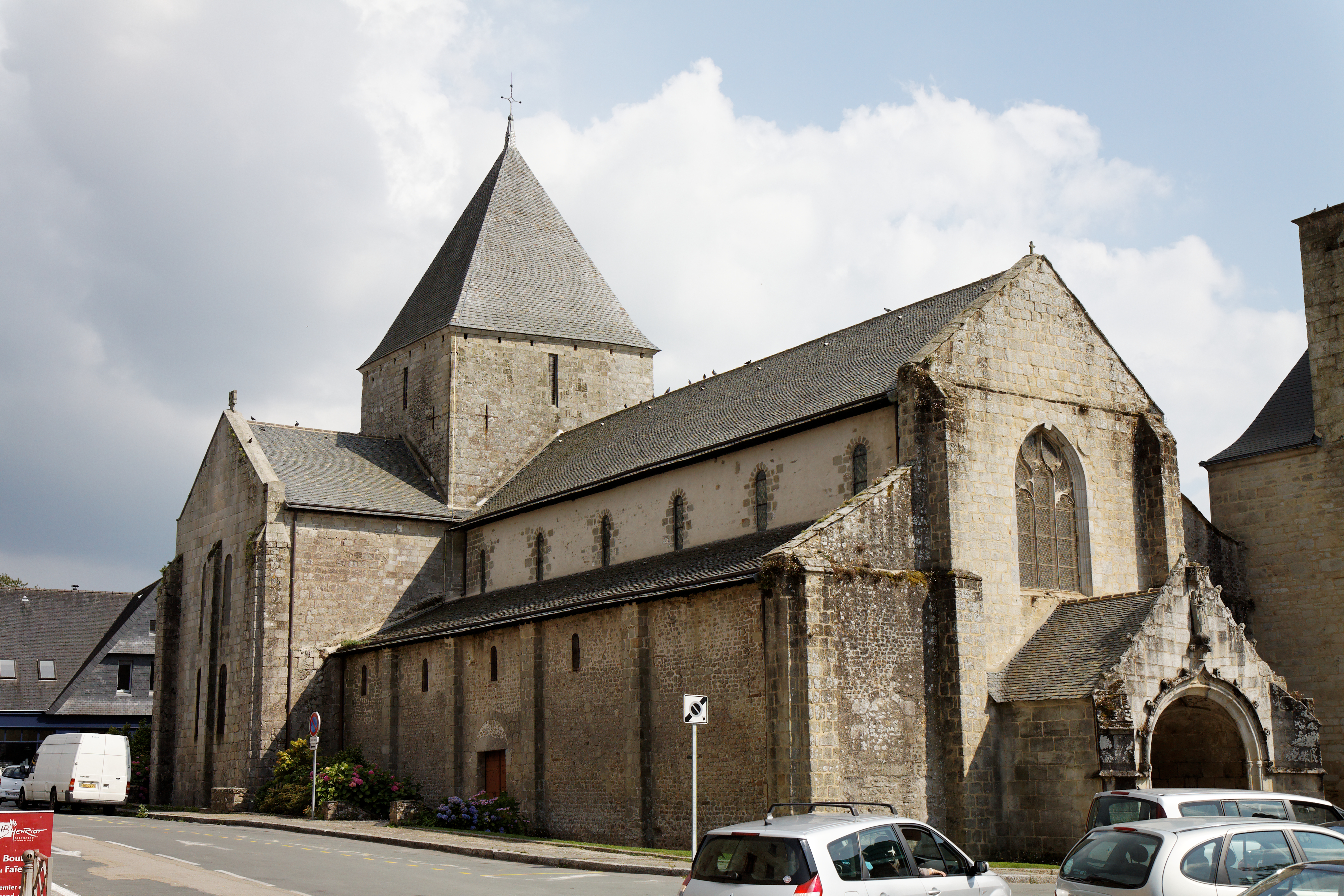
Церковь Нотр-Дам
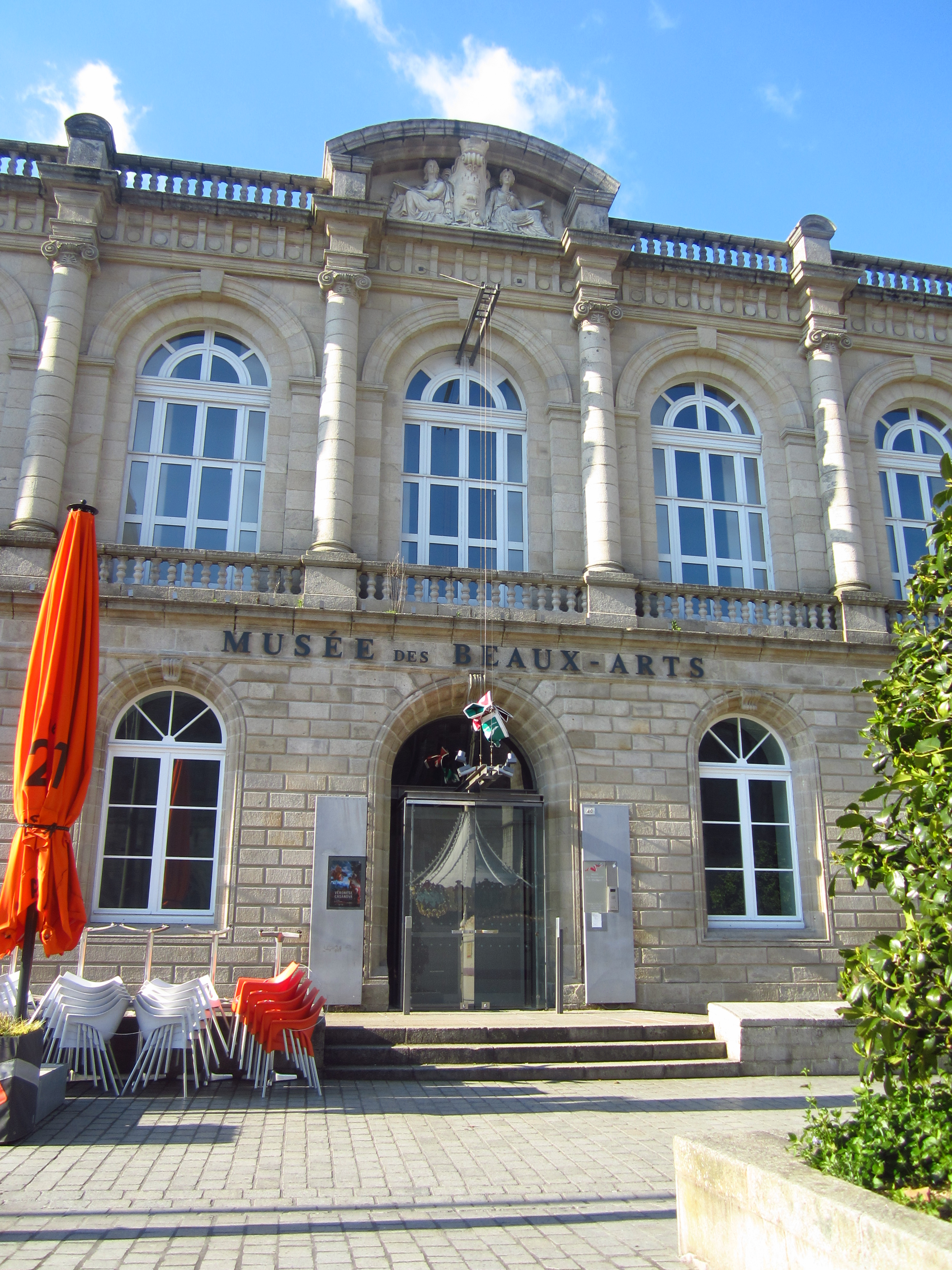
Музей изящных искусств
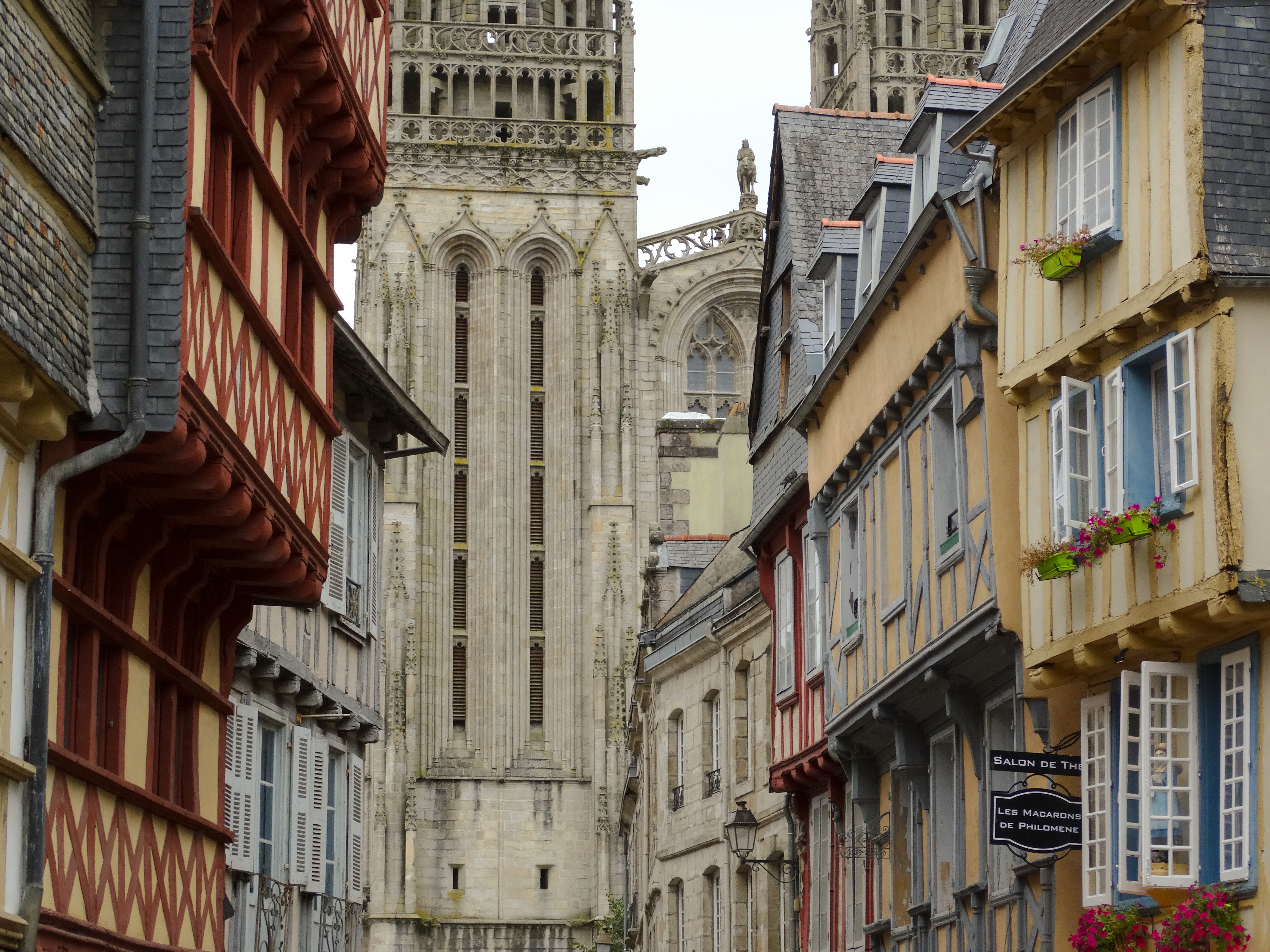
Улица Кереон
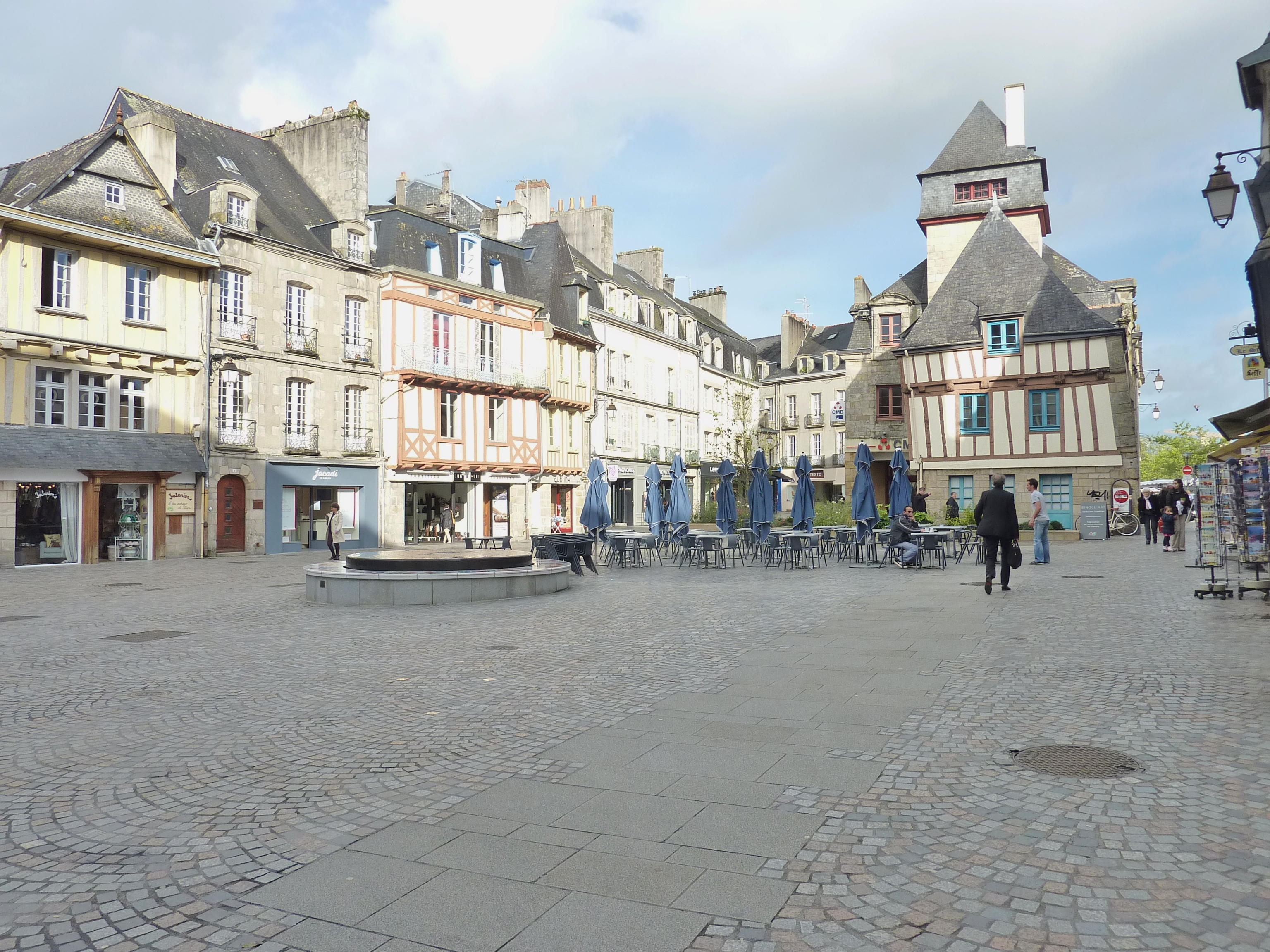
Площадь Тер-о-Дюк